# Josep Fàbrega i Pou
Josep Fàbrega i Pou (Palamós, 4 de gener de 1868 - Girona, 12 d'agost de 1939) va ser un polític català executat pel règim franquista.

## Biografia
Josep Fàbrega va estudiar al seminari de Girona, però al cap d'uns anys d'estudi va deixar la carrera eclesiàstica. Va treballar a la fàbrica de suro Remigi Tauler com a comptable i va ser impulsor de la cooperativa "La Equitativa" i del Centre Econòmic (La Gorga).
L'any 1902 va ser escollit alcalde de Palamós. Des del 1920 i fins al 1930 va ser el president del Comitè Comarcal del Partit Republicà Federal del Baix Empordà. El 1923 va estar empresonat a causa de la repressió de la Dictadura de Primo de Rivera. L'any 1931, en proclamar-se la Segona República Espanyola, va tornar a ser nomenat alcalde de Palamós per Esquerra Republicana de Catalunya (ERC) fins que el 1932 va renunciar del càrrec per culpa d'una vaga al moll i la pressió de la patronal.
El 1932, els republicans gironins li van retre un homenatge a la platja de la Fosca amb la presència del President de la Generalitat de Catalunya Francesc Macià. A les eleccions al Parlament de Catalunya de 1932 va ser elegit diputat al Parlament de Catalunya per ERC.
Després de la Guerra Civil Espanyola va renunciar a exiliar-se i l'1 de març la Guàrdia Civil el va detenir a Palamós. El 12 d'agost de 1939, després d'un consell de guerra va ser executat a l'edat de setanta-un anys juntament amb quatre palamosins més: l'alcalde de Palamós per ERC durant la Segona República, Dídac Garrell, Vicenç Martí Carol, Antoni Ribes Medino i Josep Ruiz Duran. Els crims que se li van atribuir van ser la "propaganda esquerra-separatista", "declarar la Independència de Catalunya l'any 1934 des del balcó de l'ajuntament palamosí" i "rumors segons els quals va prendre part en una reunió que va precedir l'assassinat de sis persones d'ordre".
Josep Fàbrega és enterrat a una fosa comuna al cementiri de Girona.